# Cay Werner von Ahlefeldt
Cay Werner von Ahlefeldt (* 4. August 1770 in Schleswig; † 9. Juli 1829 bei Itzehoe) war ein deutscher Verwaltungsjurist in dänischen Diensten und Gutsherr von Osterhof.

## Leben
Cay Werner von Ahlefeldt entstammte dem schleswig-holsteinischen Uradelsgeschlecht Ahlefeld(t), das zu den Equites Originarii gehört.
Er war ein Sohn des Kammerherrn und Amtmanns des Amtes Gottorf Johann Heinrich von Ahlefeldt (1725–1776), auf Lindau und (Klein-)Königsförde, und dessen Frau  Friederike Louise, geb. Blome aus dem Hause Salzau (1733–1781). Nach dem Tod seiner Eltern wurde er bei dem Rektor der Kieler Gelehrtenschule Erasmus Danielsen (1743–1809) in Pension gegeben. Als er 15 Jahre alt war, wechselte er auf die Ritterakademie Lüneburg. Anschließend studierte er Jura: zwei Jahre an der Universität Kiel, ein Jahr an der Universität Göttingen und eineinhalb Jahre an der Universität Jena.
Auf dem Rückweg in die Heimat machte er 1792 einen Umweg über Frankfurt am Main. Dort begegnete er Friedrich von Hessen-Kassel (1747–1837) und Otto von Blome, die beiden als Offiziere der AllIierten in den Koalitionskriegen dienten. Mit ihnen zog er nach Brabant, wo er für vier Wochen bei der Armee war.
Danach kehrte er nach Schleswig zurück. Er bestand sein juristisches Examen mit Auszeichnung (erster Charakter) und begann seinen Dienst als Auskultant am Obergericht Gottorf. 1798 wurde er zum Rat (Richter) am Obergericht ernannt; 1799 erfolgte seine Ernennung zum Landrat.
1803 wurde er Amtmann für die verbundenen Ämter Sonderburg und Norburg; 1805 erhielt er die Aufsicht über das größere Amt Hadersleben.
1817 verlieh ihm die Juristische Fakultät der Universität Kiel den Dr. jur.
Aus gesundheitlichen Gründen nahm er 1818 seinen Abschied. In den nächsten zweieinhalb Jahren reiste er durch England, Frankreich und Italien sowie nach Wien und Berlin. Während seiner Abwesenheit war er zum Verbitter (Rechtsvertreter) des Adeligen Klosters zu Itzehoe gewählt worden. Damit verbunden war die Würde des vorsitzenden Prälaten der schleswig-Holsteinischen Ritterschaft. Er trat dieses Amt 1820 an und bekleidete es bis zu seinem Tod.

## Auszeichnungen
- Titel königlich dänischer Konferenzrat
- Kommandeur des Dannebrog-Ordens
- Dannebrogsmann